# ماچئی چیژوویچ
ماچئی چیژوویچ (انگلیسی: Maciej Czyżowicz؛ زادهٔ ۲۸ ژانویهٔ ۱۹۶۲) ورزشکار پنج‌گانه مدرن اهل لهستان بود.
وی در مسابقات کشوری و بین‌المللی در مجموع برندهٔ ۱ مدال طلا شده‌است.